# Dway Ko Ko Chit
Dway Ko Ko Chit (* 23. Juni 1993 in Mandalay) ist ein myanmarischer Fußballspieler.

## Karriere

### Verein
Dway Ko Ko Chit stand von 2011 bis 2015 beim Yadanarbon FC unter Vertrag. Der Verein aus Mandalay spielt in der höchsten myanmarischen Liga, der Myanmar National League. 2014 wurde er mit Yadanarbon myanmarischer Fußballmeister, 2015 wurde er Vizemeister. 2016 wechselte er zum Ligakonkurrenten Rakhine United nach Sittwe. Für Rakhine stand er mindestens 13-mal in der ersten Liga auf dem Spielfeld. Mitte 2017 unterschrieb er in Taunggyi einen Vertrag bei Shan United. Mit Shan wurde er 2017, 2019 und 2020 Meister, 2018 feierte er die Vizemeisterschaft. Den MFF Charity Cup gewann er mit Shan 2019 und 2020. Die beiden Spiele gewann man gegen Yangon United. 2019 gewann man im Elfmeterschießen, 2020 siegte man mit 2:1.

### Nationalmannschaft
Dway Ko Ko Chit spielt seit 2013 in der myanmarischen Nationalmannschaft.

## Erfolge
Yadanarbon FC
- Myanmar National League: 2014

Shan United
- Myanmar National League: 2017, 2019, 2020
- MFF Charity Cup: 2019, 2020